# Rickelmann 1

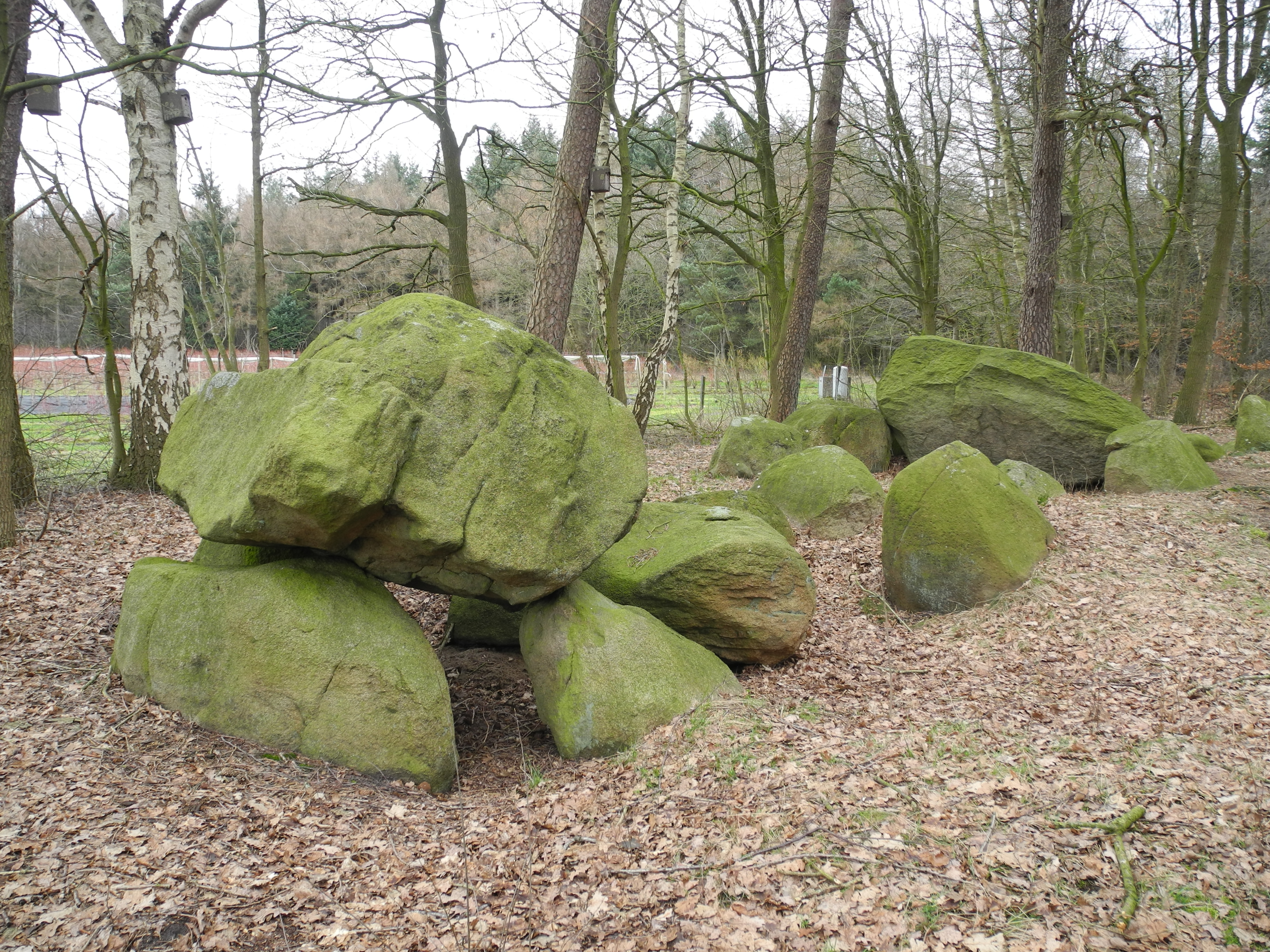
Großsteingrab Rickelmann 1

Das mäßig gut erhaltene Großsteingrab Rickelmann 1 ist ein neolithisches Ganggrab vom Typ Emsländische Kammer mit der Sprockhoff-Nr. 894. Es entstand zwischen 3500 und 2800 v. Chr. als Megalithanlage der Trichterbecherkultur (TBK).

## Lage
Das heute etwa 16,0 Meter lange und 4,0 Meter breite nordost-südwest-orientierte Großsteingrab liegt am „Archäologischen Wanderweg Giersfeld“ in den Fürstenauer Bergen, nördlich von Ueffeln am Waldrand östlich der Straße „Zum Golfplatz“ in Ankum im Landkreis Osnabrück in Niedersachsen. Es befindet sich etwa 300 bis 350 m von den Anlagen Grumfeld West im Süden und Rickelmann 2 im Norden entfernt.
Die 12 × 2,4 m große Kammer mit den vier verbliebenen Decksteinen und die Reste des Hügels sind gut zu erkennen. Heute deutet nichts darauf hin, dass das Grab einmal eine Einfassung hatte. Ernst Sprockhoff (1892–1967) hatte noch drei Einfasssteine in seiner Skizze eingezeichnet. Die meisten Tragsteine sind in situ erhalten. Vom Hügel sind nur Spuren erhalten.